# Aureli Urbański
Aureli Urbański (ur. 27 marca 1844 we Lwowie, zm. 13 czerwca 1901 we Lwowie) – polski poeta, dramaturg i tłumacz.
Był synem Wojciecha, matematyka i fizyka, profesora Uniwersytetu Lwowskiego, dyrektora biblioteki uniwersyteckiej, oraz Adeli z Dobrzańskich. Ukończył lwowskie gimnazjum. Po ukończeniu filozofii pracował jako nauczyciel w lwowskiej szkole realnej. Po porzuceniu zawodu nauczyciela był urzędnikiem w wydziale krajowym, gdzie awansował do stanowiska wicedyrektora oddziału finansowego.
Autor wierszy, a także komedii i dramatów (wzorowanych na utworach romantycznych), które były grywane w teatrach lwowskich w latach 60. i 70. XIX w.
Przetłumaczył na język polski m.in. poemat satyryczny Heinricha Heinego „Atta Troll. Sen nocy letniej 1841-1842”, opowiadanie Edgara Allan Poe Złoty żuk (Chrząszczyk złoty, „Lwowianin”, 1868/1869), komedię Świętoszek czyli szalbierz Moliera (Lwów 1883).
Został pochowany na Cmentarzu Łyczakowskim.